# Чемпионат мира по современному пятиборью 1990
XXXII Чемпионат мира по современному пятиборью среди мужчин 1990 года прошёл в Лахти (Финляндия).
На чемпионат было заявлено 66 спортсменов из 27 стран. Среди них такие известные пятиборцы, как Аттила Мижер, Янош Мартинек, Ласло Фабиан (Венгрия), Дидье Бубэ, Жюль Бузу, Христоф Рюэ (Франция), Чезаре Торальдо (Италия), Ласло Береш, Роберт Столл (США), Ричард Пфелпс, Доминик Махони, Грехем Брокхауз (Великобритания), Милан Кадлец (Чехословакия).
В лично-командном турнире команда СССР была представлена: Анатолием Старостиным, Вахтангом Ягорашвили и дебютантом Эдуардом Зеновкой. Руководителем команды был Лев Акимович Матюшенко, тренеры: Александр Шуин, Ростислав Макаров (конкур), врач Брага И.

## Фехтование
Турнир начался с фехтования, проходившего в спортивном зале Дворца спорта. На трибунах большие группы поддержки советских и венгерских туристов.
Остро и результативно фехтовал американец Столл, одержавший 50 побед (1075 очков). Вторым был Анди Юнг (Швейцария) — 45 побед (1000 очков). На одну победу меньше у Фабиана (Венгрия). Лидер чехословацкой команды Кадлец показал 4-й результат — 956 очков.
Старостин выиграл 42 боя, Зеновка — 41, и заняли соответственно 5-е и 6-е места. У Ягорашвили дела сложились хуже. Учитывая его бойцовские качества и победу в этом виде на прошлом чемпионате, тренеры поручили ему роль «забойщика». За ним следовал Старостин, а замыкал тройку Зеновка, в задачу которого входило в меру способностей поддержать усилия своих именитых коллег. Уже в первом поединке с командой Египта Ягорашвили, недооценив соперников, понёс ощутимые потери, а в последующих боях также допустил много ошибок и закончил турнир на 16-м месте. Тем не менее общая сумма 2745 очков была достаточной, чтобы команда СССР победила. На второе место вышла сборная Венгрии, на третье — Болгарии.

## Плавание. Стрельба

### Плавание
Во второй день чемпионата спортсмены состязались в плавании и стрельбе.
В бассейне самый высокий результат показал Ягорашвили — 3 мин 13,4 с (1328 очков). Этой победой он частично компенсировал потери первого дня. У Зеновки шестой результат, у Старостина двадцатый. Команда повторила успех предыдущего дня и по сумме двух видов (6605 очков) продолжала лидировать.
Второе и третье места в плавании заняли итальянцы Торальдо и Тиберти, имея соответственно 1308 и 1304 очка. За счет этих показателей по сумме двух видов сборная Италии переместилась с 7-го на 3-е место (6273 очка), отстав от команды Венгрии на 12 очков.
Хозяева чемпионата на фоне фаворитов выглядели бледно. В фехтовании они были на 10-м, в плавании — на 12-м месте.

### Стрельба
Стрельбу организовали на специально приспособленном лыжном стадионе. Зрители к огневому рубежу не допускались и всю информацию получали через демонстрационные щиты. Такая отдаленность, с одной стороны, освобождала участников от эмоциональной реакции на каждый выстрел, с другой — лишала туристов возможности сопереживания.
Удачно отстрелялись пятиборцы Польши (3420 очков), Чехословакии (3390) и Италии (3375 очков). Они заняли первые три места. Лучший результат показал поляк Годзяк, выбивший 195 очков. Вторым был швед Найквист — 194 очка.
Старостин стрелял на запланированном уровне (49, 48, 48, 49), в итоге занял 3-е место. Ягорашвили, выбив в первой серии 48 очков, во второй дрогнул — 44 очка, затем 47 и 46, закончил соревнования на 33-м месте, получив 1045 зачетных очков.
Зеновке вместе с тренерами и болельщиками пришлось поволноваться из-за того, что судьи объявили ему во второй серии лишь четыре пробоины. Это означало, что один выстрел был оценен как промах. Но президент Международного союза современного пятиборья и биатлона Игорь Новиков попросил судей более внимательно осмотреть мишень, после чего член Технической комиссии Ян Новотны обнаружил сдвоенную пробоину и объявил результат 47 очков. В итоге у Зеновки получилось 49, 47, 47, 47, соответственно 1120 зачетных очков.
Положение после трёх видов.
1. Старостин А. (СССР) - 3377 очков.
2. Зеновка Э. СССР) — 3336.
3. Юнг А. (Швейцария) — 3300.
4. Столл (США) — 3285.
5. Тиберти Ж. (Италия).
6. Торальдо Л. (Италия).

Командный зачет.
1. СССР.
2. Венгрия.
3. Польша.
4. Венгрия.
5. Чехословакии.

## Бег. Конкур

### Бег
Третий день чемпионата был не менее напряжённым, чем два предыдущих, так как пятиборцы соревновались в двух дисциплинах — беге и конкуре.
Кросс на 4 км начался рано утром. Он не принёс сенсаций. Победу, как и на предыдущем чемпионате, одержал Мануэль Барросо (Португалия). Его время — 12 мин 38,9 с. Вторым финишировал сильный бегун из Чехословакии Кадлец, показавший 12 мин 48,41 с. На чемпионате в Будапеште он был третьим. Оба пятиборца превзошли свои прошлогодние результаты.
Третьим был и дебютант советской команды — Зеновка (12 мин 55,1 с). У его партнёра Старостина — 13-й результат (13 мин 15,7 с), у Ягорашвили — 17-й (13 мин 20,9 с).
Венгр Мижер, показавший в Будапеште второе время, пробежал хуже и занял 7-е место, а его соотечественники Фабиан и Мартинек оказались на 22-м и 28-м местах соответственно. В целом результаты в этом виде были высокими. 42 спортсмена превысили время 14 минут.
Итотговая турнирная таблица в личном первенстве после четырёх видов.
1. Зеновка Э. (СССР) - 4 576.
2. Старостин А. (СССР) - 4 557.
3. Пфелпс Р. (Великобритания) - 4 418.
4. Анри Юнг (Швейцария).
5. Ягорашвили В. (СССР).
6. Кадлец П. (Чехословакия).
7. Фабиан Л. (Венгрия) - 4390.
8. Стейман П. (Швейцария).
9. Тиберти Л. (Италия).
10. Мижер А. (Венгрия).

### Конкур
Перед заключительным испытанием советская сборная лидировала. Венгры отставали от лидера на 578, поляки на 594 очка. Высокую напряжённость у спортсменов, интерес и предвкушение захватывающего зрелища у болельщиков вызывало то обстоятельство, что сильнейшие стартовали во втором гите в обратном порядке от занятых мест после четырёх дисциплин, то есть лидер завершал конкур. Первым из десятки сильнейших стартовал венгерский атлет Мижер. Гилда, на которой в первом гите египетский спортсмен заработал 290 штрафных очков, чувствуя умелые руки, шла по маршруту. Но стоило спортсмену на мгновенье ослабить контроль, сразу последовал обнос препятствия. Громкая тирада, произнесенная наездником то ли в свой, то ли в адрес лошади, не помогла. Потерянные 40 очков стоили Мижеру золотой медали чемпиона мира.
Следующим после венгра стартовал пятиборец из Италии Джанлука Тиберти. Преодолев маршрут без единой ошибки, он получил максимальную сумму очков — 1100 и с результатом 5441 очко занял первую строку информационного табло. В эти минуты ни зрители, ни специалисты ещё не подозревали, что это был финиш нового чемпиона мира.
Между тем на конкурное поле выезжали спортсмены, каждый из которых при удачном преодолении маршрута мог быть первым. Расстроенным покинул поле Пете Стейман из Швейцарии. Три повала на препятствиях переместили его на десятое место. С первых же барьеров не заладилось у венгра Фабиана. Его Форд, на котором канадец Иан Солнер привез 950 очков, отказался повиноваться. За повалы, обносы и просроченное контрольное время спортсмен получил 324 штрафных очка.
Три раза цепляла копытами жерди Спидола под Кадлецом из Чехословакии, и ему тоже не удалось обойти итальянца. Он попал во вторую строку на табло и волнением ждал результатов оставшихся соперников.
Советский пятиборец Ягорашвили стартовал на Вахве Джусе. В первом гите финн Пасси Никари проскакал на нём с одним повалом. Это вселяло надежду, но Вахтанг не нашёл контакта с лошадью, сдерживал её, в итоге просрочил контрольное время и закончил дистанцию конкура с 932 очками, переместившись с 5-го на 12-е место.
Не выдержали психологического напряжения швейцарец Анди Юнг и англичанин Ричард Пфелпс. Оба заработали по 120 штрафных очков и оказались за чертой призёров.
Старостину достался конь по кличке Капучино, на котором египтянин Мохамед Рогаи наделал массу ошибок и заработал только 906 очков. Советскому спортсмену, чтобы обойти лидера — итальянца Тиберти, необходимо было привезти 885 очков. Он собранно выехал на поле и шесть препятствий преодолел без ошибок. Казалось, что приёмы для контакта со скакуном были найдены. Однако при заходе на очередной барьер после неоправданно резкого поворота лошадь и всадник упали. Этот сбой сказался на последующих прыжках. Все это повлекло за собой 254 штрафных очка и в итоге Старостин получил 846очков. Тем не менее по набранной сумме в пяти видах он стал обладателем серебряной медали чемпионата отста от итальянца Тиберти на 40 очков.
Лидеру соревнований после четырёх видов Зеновке, далеко не лучшему наезднику советской команды, чтобы стать чемпионом мира надо было привезти 866 очков. Но к сожалению ему досталась одна из худших лошадей по кличке Рейзон Милла. Кореец Сик Нонг Ким, стартовавший на ней, имел 634 очка. На разминке спортсмен и опытный тренер Ростислав Макаров предприняли все меры, чтобы укротить строптивицу, заставить повиноваться воле всадника. Но все попытки оказались тщетными. Лошадь на маршруте капризничала, отказывалась прыгать, вставала на свечки. Но спортсмен отчаянно боролся и закончил конкур с результатом 728 очков.
Финиш советского пятиборца вызвал овацию итальянцев. Они обнимали и качали Тиберти, поздравляли тренеров.

## Лично-командное первенство.
Итальянцы ликовали и праздновали личную и командную победы. Однако после долгих ожиданий на табло появились итоги чемпионата в командном зачете.
- Итоговые результаты. Командное первенство.

1. СССР — 16041 очко.
2. Италия - 16 035.
3. Польша.

- Итоговые результаты. Личное первенство.

| Место | Спортсмен          | Страна         | Сумма очков |
| ----- | ------------------ | -------------- | ----------- |
| 1.    | Л. Тиберти         | Италия         | 5441        |
| 2.    | Анатолий Старостин | СССР           | 5403        |
| 3.    | М. Кадлец          | Чехословакия   | 5402        |
| 4.    | А. Мижер           | Венгрия        | 5401        |
| 5.    | Р. Пфелпс          | Великобритания | 5398        |
| 6.    | А. Юнг             | Швейцария      | 5385        |
| 12.   | Вахтанг Ягорашвили | СССР           | 5334        |
| 16.   | Эдуард Зеновка     | СССР           | 5304        |

## Эстафета
После дня отдыха начались командные соревнования в виде эстафет. В них участвовали девять команд: Болгарии, Венгрии, Великобритании, Испании, Италии, Польши, СССР, Франции и Финляндии.
Советская команда в этом турнире выступала в новом составе. Старостин, Ягорашвили, Зеновка вылетели в США на Игры доброй воли.

### Стрельба
Стартовое упражнение — стрельба — лучше удалась полякам — 1150 очков. С таким же показателем на второй позиции болгарская тройка, и на третьей венгры — 1120 очков. Советская сборная довольствовалась в тире пятым местом — 1045 очков. Дебютант команды Юрий Сергеев не смог побороть стартовое волнение и выбил в двух сериях по 45 очков. У Леонида Витославского — 92 очка, у Германа Юферова — 94.

### Фехтование
После стрельбы спортсмены переместились в зал фехтования. Поединки в эстафетных соревнованиях проводились на три укола, при этом очень важно было расставить участников так, чтобы своим сильнейшим фехтовальщиком нейтрализовать лучшего с противоположной стороны. Лидер венгерской команды выступил третьим и в 27 поединках одержал 20 побед. Советские тренеры первым поставили Юферова и не ошиблись. 21 раз он вышел победителем. Результаты Сергеева и Витославского скромнее — 16 и 13 побед соответственно.
Как и предполагалось, самый высокий показатель в фехтовании был у венгерской команды — 53 победы, 944 очка. За ней советская сборная — 902 очка. Замкнули призовую тройку поляки — 832 очка.
После двух видов лидировали венгры. Поляки проиграли им 82 очка, советские спортсмены — 117 очков.

### Плавание
В плавательной эстафете 3×200 м великолепную скорость продемонстрировал Юферов (2 мин 6,26 с). Он закончил свой этап вторым, уступив менее секунды итальянскому пятиборцу Чезаре Торальдо. На втором отрезке Сергеев показал исключительное время — 2 мин 2,72 с. Витославский победным финишем завершил усилия своих товарищей. Проплыв за 6 мин 13,24 с, советская сборная в итоге выиграла эстафету и возглавила турнирную таблицу, набрав 3163 очка.

### Бег
На следующий день соревнования продолжились эстафетным бегом 3×2000 м. Первый этап с лучшим временем дня закончил представитель Болгарии Димитр Тшинин — 6 мин 3 с. Витославский отстал на 16 секунд и передал эстафету предпоследним. Юферов показал время 6 мин 25 с и закончил этап седьмым. Сергеев сумел удержать эту позицию до финиша.
Победила в эстафете венгерская тройка (Фабиан, Калноки, Мижер) — 18 мин 34,43 с. За ними Польша (Кушмиерц, Чижович, Годзяк) — 18 мин 45,16 с, третьими Великобритания (Брокхауз, Вит, Махони) — 18 мин 46,51 с. Время советской команды — 19 мин 14,42 с.

### Конкур
Перед заключительным видом программы — верховой ездой, где на 350-метровом маршруте в течение трёх минут всадникам поочередно необходимо было преодолеть 9 одиночных препятствий, только и было разговоров о коварстве конкура, который принёс советской сборной немало неприятных минут в лично-командных соревнованиях.
Но на этот раз судьба была благосклонна к советским атлетам.
Юферов с двумя повалами отправил в путь Витославского. Специалисты последнего считали хорошим наездником, и он оправдал их мнение, преодолев маршрут чисто. Сергеев грамотно вел свою лошадь и допустил лишь один сбой, который стоил команде ещё 30 штрафных очков. С учётом просроченного контрольного времени судьи оценили езду 952 очками. Улучшить этот результат удалось лишь команде Италии — 1002 очка. Что касается основных конкурентов, то венгры и поляки наделали на маршруте массу ошибок, получив за этот вид соответственно 692 и 370 очков.
Таким образом, по итогам пяти видов эстафетных соревнований сборная СССР с результатом 5073 очка вышла на первое место, второе заняла команда Венгрии — 4874, третье — команда Италии — 4858 очков.

## Итоговые результаты
Итог XXXII чемпионата мира для сборной СССР был успешным. Она обогатила коллекцию своих наград двумя золотыми медалями в командном и одной серебряной в личном первенстве.